# Gabriel von Kühlen
Johann Gabriel Michael von Kühlen (getauft 27. September 1655 in der Marienkirche in Berlin; † 9. Dezember 1715 bei Stralsund) war preußischer Generalmajor und Chef der preußischen Artillerie.

## Leben

### Herkunft
Von Kühlens Eltern waren der Spielmann Jürgen Kühlen aus Lübben und dessen Ehefrau Maria Wartenberg.

### Militärlaufbahn
Er kam 1682 als Bombardier zur kurbrandenburgischen Artillerie. Schon 1683 wurde er Zeugschreiber und 1686 Zeugleutnant. Am 1. Mai 1690 wurde er dann Premier-Leutnant der Artillerie. 1689 bis 1697 nahm er im Rahmen des Pfälzer Erbfolgekriegs während des Feldzuges gegen Frankreich an der Belagerung von Bonn teil. Von 1702 bis 1713 nahm er dann am Spanischen Erbfolgekrieg teil. Er kämpfte 1703 bei der erneuten Belagerung von Bonn, nahm mit 6000 Mann am Feldzug an die Donau sowie an den Schlachten von Oudenaarde und Malplaquet teil. Am 19. Oktober 1701 wurde er Major und am 1. Januar 1704 Oberstleutnant. Nachdem 1707 Oberst Schlund entlassen worden war, wurde Kühlen zum Kommandeur der gesamten Artillerie unter Markgraf Philipp Wilhelm ernannt. Dazu wurde er am 15. Januar 1709 Oberst sowie am 2. Dezember 1713 Generalmajor und Chef der preußischen Artillerie. Während des Pommernfeldzugs fiel er am 9. Dezember 1715 bei der Belagerung von Stralsund. Bei der Besichtigung einer Stellung wurde er von den Splittern einer nahe einschlagenden Steinkugel tödlich am Kopf getroffen.

#### Begräbnis
Bei dem Begräbnis traten 500 Mann mit Gewehr und drei Kanonen unter Oberst Lüderitz an. Der Leiche folgten der Sohn, der damals als Leutnant bei der Artillerie stand, Fürst Leopold von Anhalt-Dessau und Prinz Ludwig von Württemberg, der sächsische General Wackerbarth, der General Finck von Finckenstein weitere Generäle und Obristen. Danach folgten die Offiziere und Mannschaften der Artillerie.

### Familie
Er heiratete Margarete Budin (* 1652; † 29. März 1727). Sie wurde am 2. April 1727 in der Dorotheenstädtischen Kirche beigesetzt. Das Paar hatte mehrere Kinder, darunter:
- Johann Friedrich Gabriel († 25. Oktober 1768), Major und Chef der Garnisons-Artillerie-Kompanie in Magdeburg ⚭ Philippine, illegitime Tochter des Markgrafen Philipp Wilhelm